# Puccinia paspalina
Puccinia paspalina är en svampart som beskrevs av Cummins 1945. Puccinia paspalina ingår i släktet Puccinia och familjen Pucciniaceae.   Inga underarter finns listade i Catalogue of Life.